# Đức Cách Loại
Đức Cách Loại (chữ Hán: 德格類, tiếng Mãn: ᡩᡝᡤᡝᠯᡝᡳ, chuyển tả: Degelei, 10 tháng 1 năm 1597 - 11 tháng 11 năm 1635), Ái Tân Giác La, là Hoàng tử và nhà quân sự thời kỳ đầu nhà Thanh.

## Cuộc đời
Đức Cách Loại sinh vào ngày 13 tháng 11 (âm lịch) năm Minh Vạn Lịch thứ 24 (1592), trong gia tộc Ái Tân Giác La. Ông là con trai thứ mười của Thanh Thái Tổ Nỗ Nhĩ Cáp Xích, mẹ ông là Kế phi Phú Sát Cổn Đại.

### Thời Nỗ Nhĩ Cáp Xích
Từ sớm, ông được sơ phong Đài cát. Năm thứ 5 (1620), tháng 9, Nỗ Nhĩ Cáp Xích tuyên bố phế truất danh vị Trữ quân của Đại Bối lặc Đại Thiện, đồng thời phong A Mẫn, Mãng Cổ Nhĩ Thái, Hoàng Thái Cực, Đức Cách Loại, Nhạc Thác, Tế Nhĩ Cáp Lãng, A Tế Cách, Đa Nhĩ Cổn và Đa Đạc là "Hòa Thạc Ngạch chân", cùng nhau nghị luận quốc sự.
Năm Thiên Mệnh thứ 6 (1621), ông lĩnh quân tấn công Phụng Tập bảo, lúc chuẩn bị lui quân, một người lính đã chỉ ra nơi có quân Minh, Đức Cách Loại liền cùng với Nhạc Thác, Thạc Thác tấn công, đánh bại Minh tướng Lý Bỉnh Thành. Sau đó, cùng với Thai cát Trại Tang Cổ (寨桑古), dọc theo bờ sông đến Hải Châu, các quan viên và người dân trong thành đã mở tiệc nghênh đón Đức Cách Loại và các Thai cát, ông ra lệnh cho các binh sĩ không làm phiền người dân, không cướp bóc tài sản, không ở lại trong thành phố, hoặc vào các nơi dân cư. Năm thứ 8 (1623), ông cùng với A Ba Thái thảo phạt Khách Nhĩ Khách Trát Lỗ Đặc bộ. Năm thứ 11 (1626), ông lại theo Đại Thiện chinh phạt Trát Lỗ Đặc bộ.

### Thời Hoàng Thái Cực
Năm Thiên Thông thứ 3 (1629), cùng với Tế Nhĩ Cáp Lãng xâm chiếm Cẩm Châu và đốt cháy lương thảo tích góp tại đây. Luận công ban thưởng, ông được phong Hòa Thạc Bối lặc. Năm thứ 5 (1631), tháng 7, nhà Thanh phỏng theo nhà Minh thiết lập Lục bộ, ông được giao chưởng quản Hộ bộ. Sau đó, quân Thanh vây công Đại Lăng Hà, Đức Cách Loại đã suất binh phối hợp tác chiến, đánh bại Minh giám quân Đạo Trương Xuân. Tháng 10 cùng năm, Tổ Đại Thọ đầu hàng, Đức Cách Loại cùng với A Ba Thái, Đa Nhĩ Cổn, Nhạc Thác thống lĩnh bốn ngàn binh lính, thay đổi Hán phục, giả trang thành quân Tổ Đại Thọ, ra vẻ tan tác chạy loạn, trong đêm đánh lén Cẩm Châu. Người dân Cẩm Châu cho rằng đó là đào binh trong trận Đại Lăng Hà, mở thành đón vào, quân Thanh lập tức xuất kích, bắt giết nhiều người, nhưng vì gặp sương mù mà phải lui quân. Năm thứ 6 (1632), ông lại theo Tế Nhĩ Cáp Lãng tấn công Quy Hóa thành, cùng với Nhạc Thác xâm chiếm từ Diệu Châu đến phía nam của Cái Châu. Năm thứ 7 (1633), ông đã đánh hạ được Lữ Thuận Khẩu.
Năm thứ 8 (1634), ông theo đại quân phạt Minh, lại an ủi và ổn định các bộ lạc Mông Cổ đến quy thuận. Ông đánh hạ Độc Thạch khẩu,  tiếp tục tấn công Xích thành, nhưng chưa hạ được thành đã lui binh. Vào Bảo An châu, hội quân với đại quân rồi rút lui. Năm thứ 9 (1635), giờ Tuất ngày 2 tháng 10 (âm lịch), Đức Cách Loại qua đời, thọ 40 tuổi. Hoàng Thái Cực đích thân đến tang lễ, thống khóc thương tiếc, qua ba hồi trống mới trở về. Lại bố trí màn trướng ở Trung môn để tế lễ, tạm ngưng ăn uống linh đình ba ngày. Vào tháng 12 cùng năm, mặc dù Đức Cách Loại và Mãng Cổ Nhĩ Thái đều đã qua đời, nhưng thuộc hạ của Mãng Cổ Tế là Lãnh Tăng Cơ (冷僧机) tố cáo Mãng Cổ Nhĩ Thái cùng Đức Cách Loại, Mãng Cổ Tế minh thệ oán hận, ý đồ ám sát Hoàng Thái Cực, Ngạch phò của Mãng Cổ Tế là Tắc Nặc Mộc Đỗ Lăng đứng ra làm chứng. Sau đó, lại lục soát được 16 tấm có "Đại Kim quốc Hoàng Đế chi ấn". Đức Cách Loại bị định tội đồng mưu, bị truy tước đi tước vị Bối lặc. Con trai ông là Đặng Thập Khố vì liên lụy mà bị xóa tên khỏi Tông thất; Đức Khắc Tây Khắc chết trận khi cùng Hào Cách đánh dẹp Trương Hiến Trung, Thuận Trị Đế đã cho phép con trai là Huy Nhĩ nhận bổng lộc của Nhất đẳng A Tư Cáp Ni Cáp Phiên. Năm Khang Hi thứ 52 (1713), con cháu Đức Cách Loại được ban cho "Hồng đái tử", phụ nhập vào cuối Ngọc điệp.

## Gia quyến

### Thê thiếp
- Nguyên phối: Bác Nhĩ Tế Cát Đặc thị (博尔济吉特氏), con gái của Thái cát Ngạch Nhĩ Tế Cách (额尔济格).
- Kế thất: Bác Hòa La Khắc thị (博和罗克氏), con gái của Tháp Bố Nang Chữ Hỗ Lý (褚祜里).
- Tam kế thất: Bác Nhĩ Tế Cát Đặc thị (博尔济吉特氏), con gái của Thai cát Ông Nông (翁农).[3]
- Thứ thiếp: Không rõ xuất thân

### Con trai
1. Đức Khắc Tây Khắc (德克西克, 1616 - 1645), mẹ là Đích Phúc tấn Bác Nhĩ Tế Cát Đặc thị. Chết trận ở Tứ Xuyên. Có hai con trai.
2. Phí Nhã Tháp (費雅塔, 1627 - ?), mẹ là Kế Phúc tấn Bác Hòa La Khắc thị. Vô tự.
3. Đặng Thập Khố (鄧什庫, 1632 - ?), mẹ là thiếp không rõ danh phận. Vô tự.